# Nuottasaari (ö i Södra Savolax, Pieksämäki, lat 61,76, long 28,11)
Nuottasaari är en ö i Finland. Den ligger i sjön Sulajärvi och i kommunen Jockas i den ekonomiska regionen  Pieksämäki ekonomiska region  och landskapet Södra Savolax, i den södra delen av landet, 240 km nordost om huvudstaden Helsingfors. Öns area är 1,1 hektar och dess största längd är 200 meter i sydöst-nordvästlig riktning.